# Bryan Dick
Bryan Dick (Carlisle, 1 februari 1978) is een Brits acteur.

## Biografie
Dick studeerde in 2000 af aan de London Academy of Music and Dramatic Art in Londen.
Dick begon in 1992 met acteren in de televisieserie The Life and Times of Henry Pratt, waarna hij nog meerdere rollen speelde in televisieseries en films.

## Filmografie

### Films
Uitgezonderd korte films.
- 2023 Twelfth Night from Shakespeare's Globe - als Orsino
- 2022 National Theatre at Home: All of Us - als Aiden
- 2018 Shakespeare's Globe: The Two Noble Kinsmen - als Arcite
- 2017 Joe Orton Laid Bare - als Joe Orton
- 2013 The Numbers Station - als David
- 2013 Borealis - als Clive
- 2012 Day of the Flowers - als Conway
- 2012 I, Anna - als D.C. Hicock
- 2011 Eric & Ernie - als Ernie Wise
- 2010 Excluded - als Ian
- 2008 He Kills Coppers - als Peter
- 2007 The Old Curiosity Shop - als Freddie Trent
- 2007 Blood & Chocolate - als Rafe
- 2005 Colour Me Kubrick: A True...ish Story - als Sean
- 2005 Brothers of the Head - als Paul Day (1970)
- 2004 Passer By - als Ruddock
- 2004 The Bunk Bed Boys - als Phil
- 2003 Master and Commander: The Far Side of the World - als Joseph Nagle
- 2002 Morvern Callar - als man met de vriend van Hat
- 2002 Strange - als Toby
- 2001 Dream - als Bobby
- 2000 Losing It - als Tom

### Televisieseries
Uitgezonderd eenmalige gastrollen.
- 2015 Capital - als DI Mill - 3 afl.
- 2015 Wolf Hall - als Richard Riche - 3 afl.
- 2013 Ice Cream Girls - als Al - 3 afl.
- 2013 Silent Witness - als Lucas Ballinger - 2 afl.
- 2009 All the Small Things - als Jake Barton - 6 afl.
- 2007 Sold - als Danny - 6 afl.
- 2005 Bleak House - als Prince Turveydrop - 6 afl.
- 2005 Twenty Thousand Streets Under the Sky - als Bob - 3 afl.
- 2004 Blackpool - als D.C. Blythe - 6 afl.
- 2003 Blue Murder - als Dean Hendrix - 2 afl.
- 2002 White Teeth - als jonge Archie - 2 afl.
- 2002 Bedtime - als PC Jones - 3 afl.
- 1994 Earthfasts - als Nellie Jack John - 2 afl.
- 1993 Bonjour la Classe - als Adam Hunley - 6 afl.
- 1992 The Life and Times of Henry Pratt - als jonge Henry Pratt - 2 afl.

- Biblioteca Nacional de España: XX5523344
- Gemeinsame Normdatei: 1061847527
- International Standard Name Identifier: 0000 0004 4883 0919
- Library of Congress Control Number: no2007001073
- Nationale Bibliotheek van Tsjechië: xx0152378
- Virtual International Authority File: 29299833
- WorldCat: E39PBJwX9xqpY8VhgJYbWJrQbd